# André de Cesareia
André de Cesareia (em grego: Ἀνδρέας Καισαρείας; romaniz.: Andréas Kaisareías; 563-614) foi um teólogo grego e arcebispo de Cesareia. Compôs o segundo comentário mais antigo do Apocalipse depois daquele de Ecumênio. Sua exegese é valiosa como fonte à tradição textual do Apocalipse. Aretas de Cesareia utilizou seus comentários no século IX. Sua obra foi mais tarde traduzida para armênio, georgiano e eslavônico. Fragmentos também sobrevivem de uma obra de conforto moral intitulada Terapêutica e seu comentário sobre Daniel está perdida.